# Record Records
Record Records est un label discographique indépendant islandais. Le label ne publie ses albums qu'à l'échelle nationale.

## Histoire
Record Records est fondé en 2007 comme passe-temps, par Haraldur Leví Gunnarsson, qui en est depuis son propriétaire et directeur général.
Dans un entretien avec The Reykjavík Grapevine effectué en 2013, Haraldur confie avoir stocké les disques dans le garage de ses parents, et qu'il les vendait pendant sa pause déjeuner alors qu'il travaillait à plein temps chez un disquaire. Depuis, son passe-temps est lui-même devenu un travail à plein temps en 2009.
En 2013, le label signe la chanteuse Lay Low, née Lovísa Elísabet Sigrúnardóttir. En 2017, pour célébrer son 10e anniversaire, le label publie un best-of composé de ses chansons à succès comme Reykjavík de Sykur, Qween de Retro Stefson, et Tenderloin de Tilbury en formats double vinyle, CD et téléchargement payant,.

## Groupes et artistes
Le label compte des groupes et artistes notables comme Agent Fresco, Botnleðja, Lockerbie, Mammút, Of Monsters and Men, Pollapönk, Retro Stefson et Tilbury.